# Miguel Ángel Espinoza Garza
Miguel Ángel Espinoza Garza (* 26. April 1966 in San Nicolás de los Garza) ist ein mexikanischer römisch-katholischer Geistlicher und Koadjutorbischof von La Paz en la Baja California Sur.

## Leben
Miguel Ángel Espinoza Garza studierte Philosophie und Theologie am Priesterseminar des Erzbistums Monterrey, für das er am 15. August 1991 das Sakrament der Priesterweihe empfing.
Nach der Priesterweihe war er in der Pfarrseelsorge und als Rector ecclesiae an der Päpstlichen Universität von Mexiko. Er war Koordinator der Berufungspastoral des Erzbistums und Erzieher am Knabenseminar von Monterrey sowie Bischofsvikar für die Seelsorge. Vor seiner Ernennung zum Bischof war er zuletzt Pfarrer der Pfarrei Nuestra Señora de Fátima, Mitglied des Pastoralrats und Direktor der diözesanen Güterverwaltungskommission.
Am 3. November 2022 ernannte ihn Papst Franziskus zum Koadjutorbischof von La Paz en la Baja California Sur. Der Bischof von La Paz en la Baja California Sur, Miguel Ángel Alba Díaz, spendete ihm am 24. Januar des folgenden Jahres die Bischofsweihe. Mitkonsekratoren waren der Erzbischof von Monterrey, Rogelio Cabrera López, der Apostolische Nuntius in Mexiko, Erzbischof Joseph Spiteri, und der Erzbischof von Tijuana, Francisco Moreno Barrón.